# Alouatta discolor
Alouatta discolor, comúnmente llamado mono aullador de manos rojas de Spix es una especie del género Alouatta. Habita en el centro-norte de América del Sur.

## Distribución y hábitat
Este mono es nativo del centro-norte de América del Sur. Su distribución comprende la selva amazónica del centro del Brasil.  
Habita en selvas primarias y en galería.

## Costumbres
Se le ve en parejas y grupos. Normalmente paren una sola cría. 

## Alimentación
Estos monos aulladores comen hojas jóvenes, capullos, flores, frutas, semillas, tallos, vástagos y ramas. Las hojas son la principal fuente de proteínas y las frutas de energía y proteínas.